# Taniela Waqa
Taniela Evo Waqa (ur. 22 czerwca 1983) – fidżyjski piłkarz grający na pozycji obrońcy. Od 2012 roku jest zawodnikiem klubu Hekari United.

## Kariera klubowa
Karierę piłkarską Waqa rozpoczął klubie Labasa FC. W 2002 roku zadebiutował w jego barwach w pierwszej lidze Fidżi. W 2003 roku grał w Olympian Team, a w 2004 roku przeszedł do Lautoki FC. W 2008 roku wygrał z Lautoką Inter-District Championship. W tym samym roku przeszedł do Labasy FC. W 2011 roku zwyciężył w Inter-District Championship.
W 2012 roku Waqa przeszedł do Hekari United z Papui-Nowej Gwinei.

## Kariera reprezentacyjna
W reprezentacji Fidżi Waqa zadebiutował w 2003 roku. W 2008 roku zajął trzecie miejsce z Fidżi w Pucharze Narodów Oceanii. Wystąpił również w 2012 roku w Pucharze Narodów Oceanii 2012.